# اچ-۲ای
اچ-۲ای (انگلیسی: H-IIA) یا (H-2A) یک سامانه یک‌بارمصرف پرتاب است که توسط صنایع سنگین میتسوبیشی (MHI) برای آژانس کاوش‌های هوافضای ژاپن اداره می‌شود. از این موشک‌های سوخت مایع برای پرتاب ماهواره‌ها به مدار زمین‌ایستا استفاده شده‌است. فضاپیمای در مدار ماه؛ کاوشگر آکاتسوکی که سیاره زهره را مطالعه کرد، و کاوشگر مریخ‌پیمای امید امارات را که در ژوئیه ۲۰۲۰ به مریخ پرتاب شد. پرتاب‌ها در مرکز فضایی تانیگاشیما انجام می‌شود. اچ-۲ای برای اولین بار در سال ۲۰۰۱ پرواز کرد. از دسامبر ۲۰۲۱، موشک‌های اچ-۲ای ۴۵ بار پرتاب شد که شامل ۳۹ مأموریت متوالی بدون شکست بود که تاریخ آن به ۲۹ نوامبر ۲۰۰۳ بازمی‌گردد.
تولید و مدیریت اچ-۲ای در ۱ آوریل ۲۰۰۷ از آژانس کاوش‌های هوافضای ژاپن به (MHI) تغییر مکان یافت.
اچ-۲ای از موشک قبلی خود H-II مشتق شده که به‌طور قابل توجهی برای بهبود قابلیت اطمینان و به حداقل رساندن هزینه‌ها دوباره طراحی شده‌است. چهار نوع وجود داشته‌است که دو نوع آن برای اهداف مختلف در خدمت هستند (از سال ۲۰۲۰). یک طرح مشتق شده، H-IIB، در دهه ۲۰۰۰ توسعه یافت و نخستین پرواز خود را در سال ۲۰۰۹ انجام داد.